# Spermacoce galeopsidis
Spermacoce galeopsidis är en måreväxtart som beskrevs av Dc.. Spermacoce galeopsidis ingår i släktet Spermacoce och familjen måreväxter.
Artens utbredningsområde är Senegal. Inga underarter finns listade i Catalogue of Life.